# St-Pierre (Épernon)

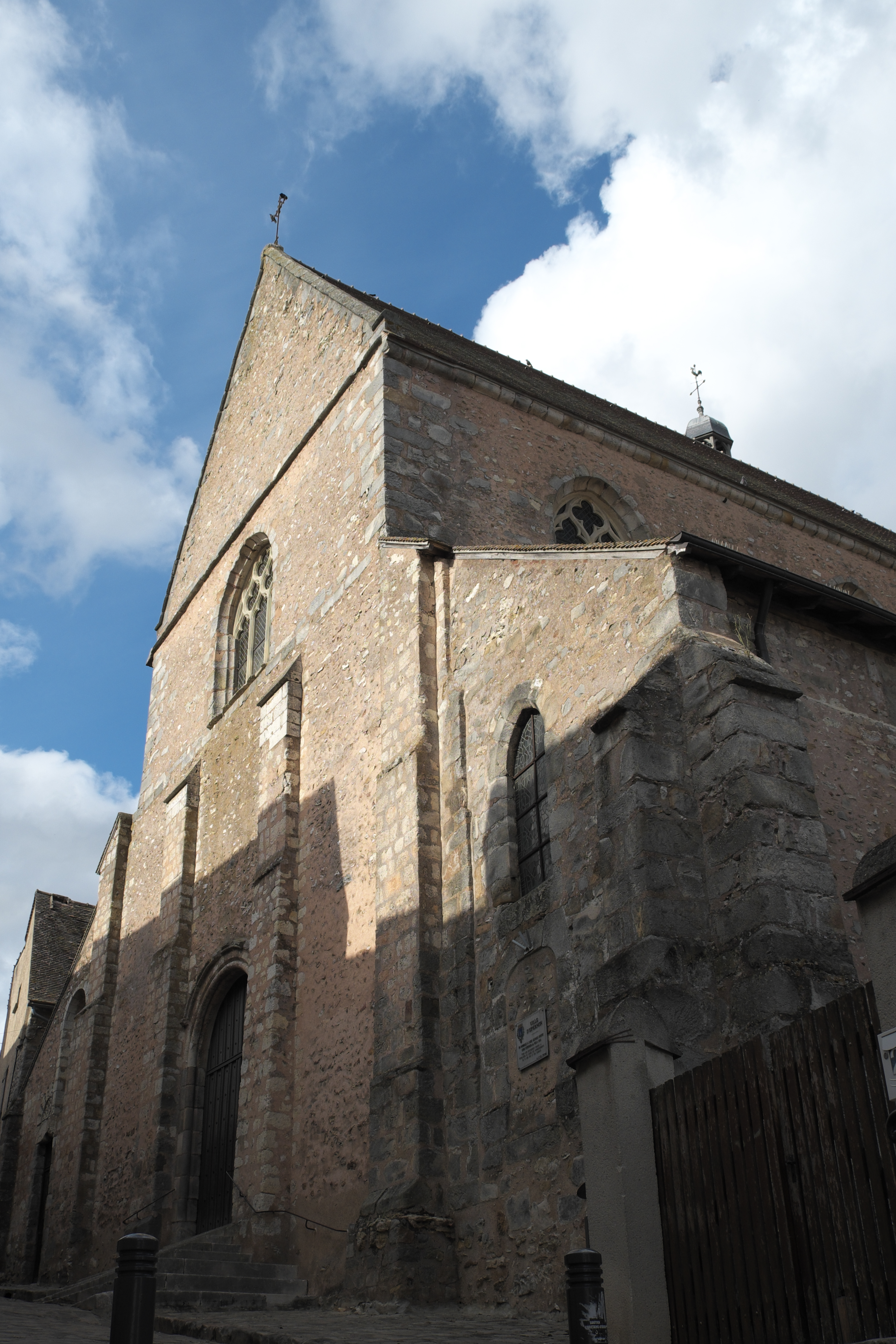
Pfarrkirche Saint-Pierre

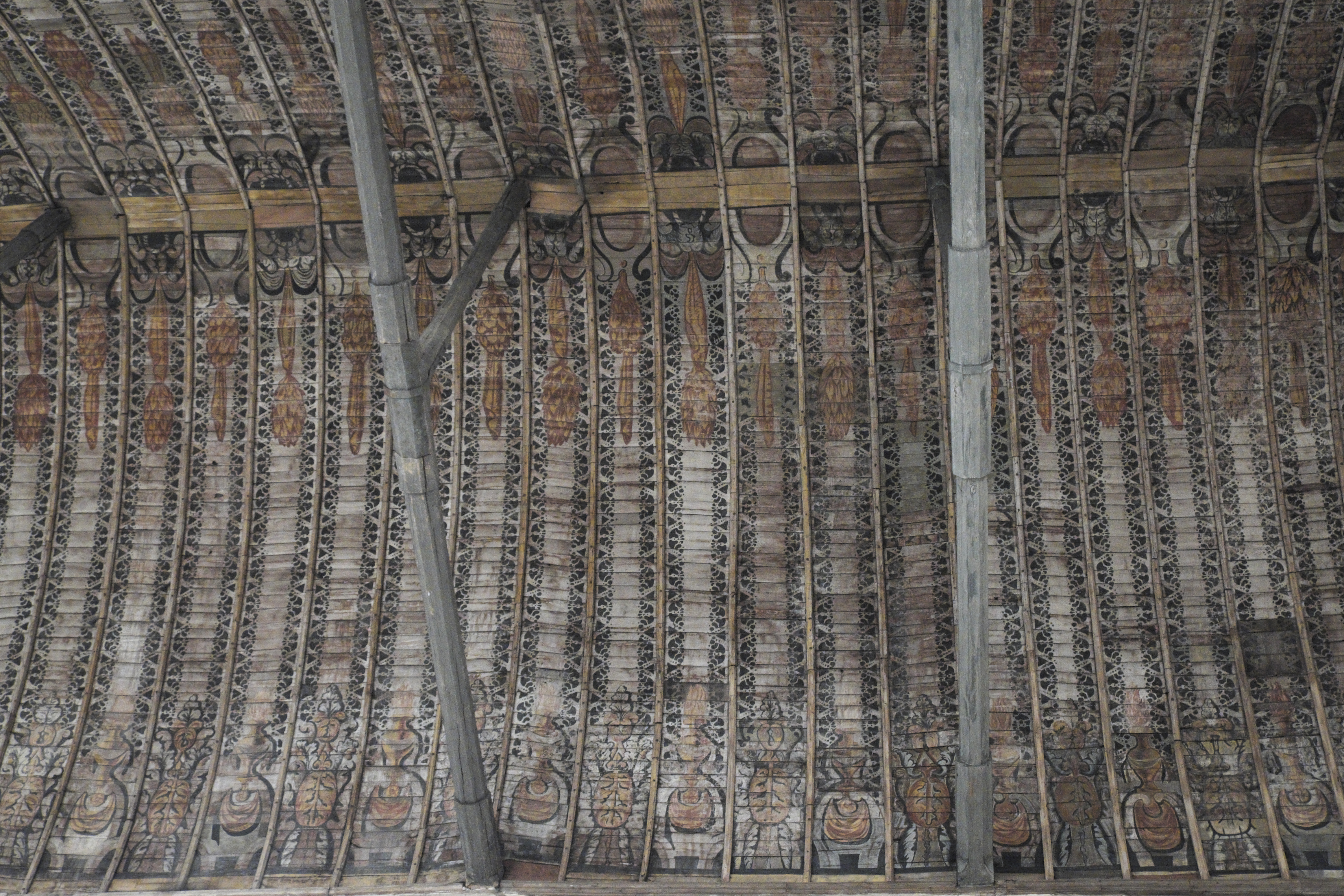
Bemalte Holzbalkendecke

Die katholische Pfarrkirche Saint-Pierre in Épernon, einer Gemeinde im Département Eure-et-Loir in der französischen Region Centre-Val de Loire, wurde im 15. Jahrhundert an der Stelle eines romanischen Vorgängerbaus errichtet. Die Kirche besitzt eine bemalte Holzbalkendecke aus dem 16. Jahrhundert. Im Jahr 1942 wurde die dem Apostel Petrus geweihte Kirche als Monument historique in die Liste der Baudenkmäler in Frankreich aufgenommen.

## Geschichte
Im Juni 1940 stürzte infolge eines Bombeneinschlags das 1885 im Hauptschiff und den Seitenschiffen eingezogene Gewölbe ein und legte den Dachstuhl mit seiner bemalten Holzbalkendecke aus dem 16. Jahrhundert frei. Unter dem Altar wurde eine Gruft aus dem 17. Jahrhundert offengelegt, die der Grundherr, Goth de Rouillac, der den Titel Herzog von Épernon innehatte, als Grablege für seine Familie hatte anlegen lassen.

## Architektur

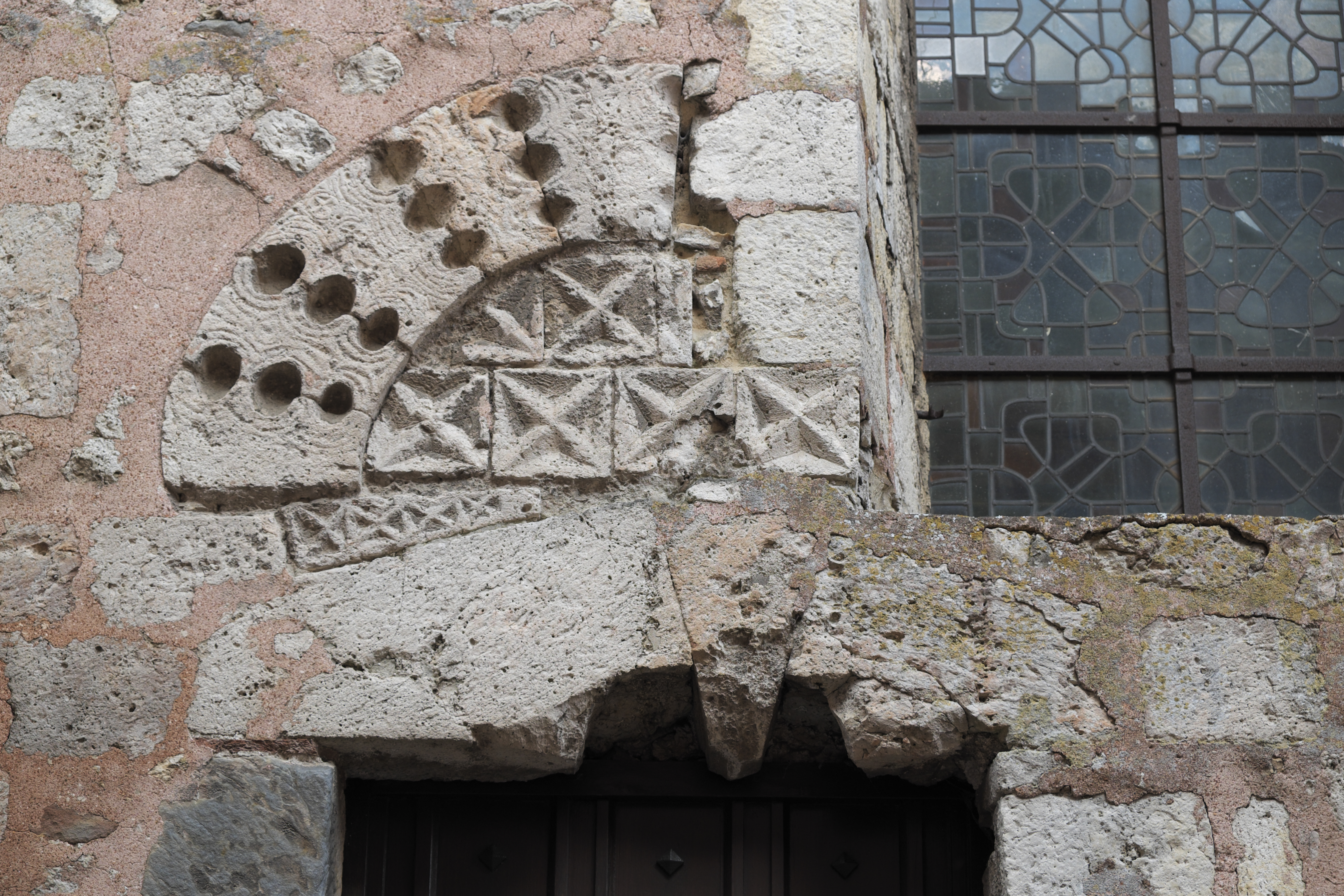
Spolien an der Fassade

### Außenbau
Die Westfassade wird von flachen, abgetreppten Strebepfeilern gegliedert. In der Mitte, unter dem Giebel, öffnet sich ein Maßwerkfenster. Von den ursprünglich drei Portalen ist das rechte zugemauert. Das zwischen zwei Strebepfeilern eingebettete Hauptportal wird von einem Rundstab gerahmt. Über dem linken Portal sind Steinfragmente der romanischen Vorgängerkirche eingebaut.
An der Nordseite erhebt sich der gedrungene, ebenfalls von Strebepfeilern gestützte Glockenturm, der mit einem Schieferdach gedeckt ist.

### Innenraum

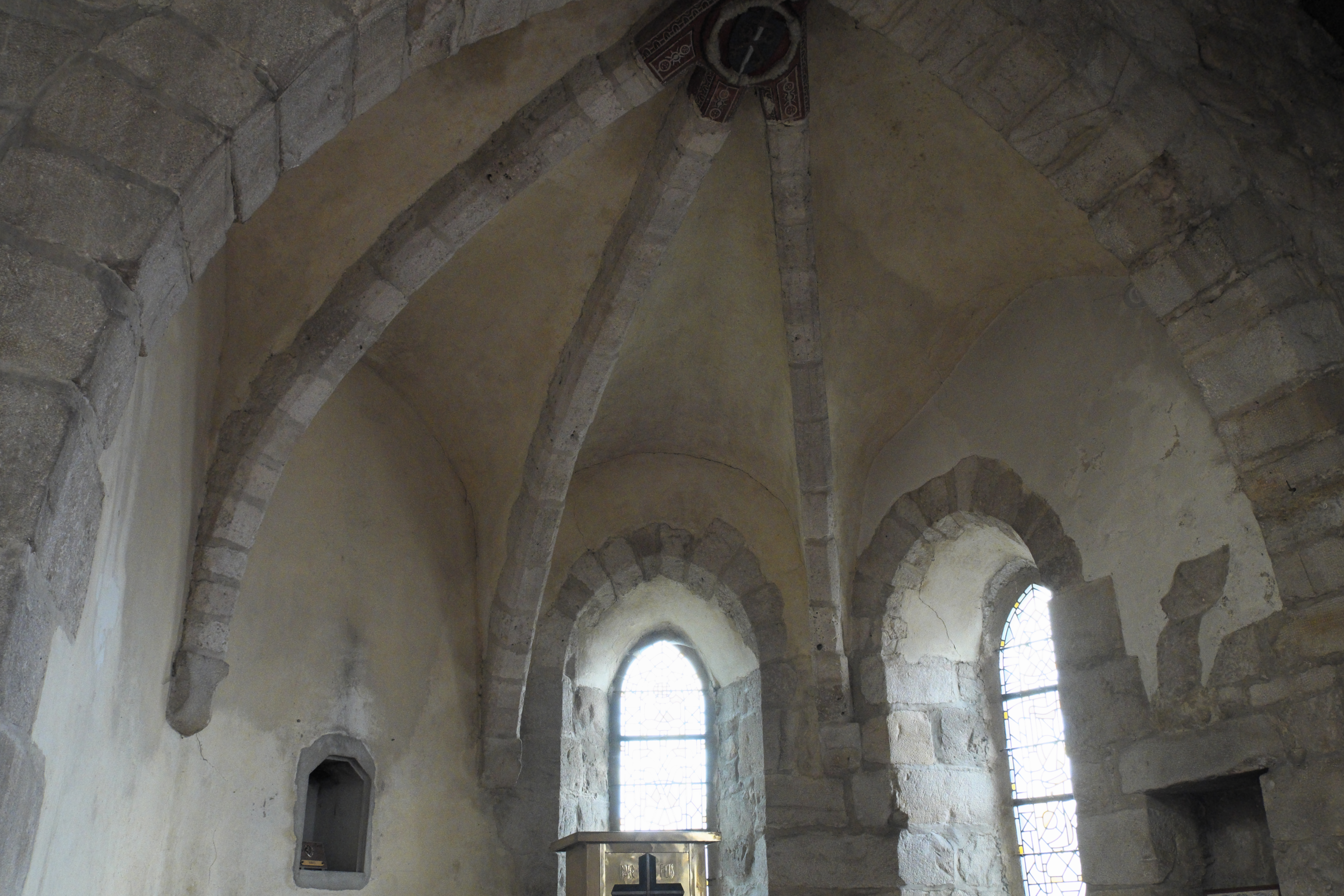
Kreuzrippengewölbe der Südapsis

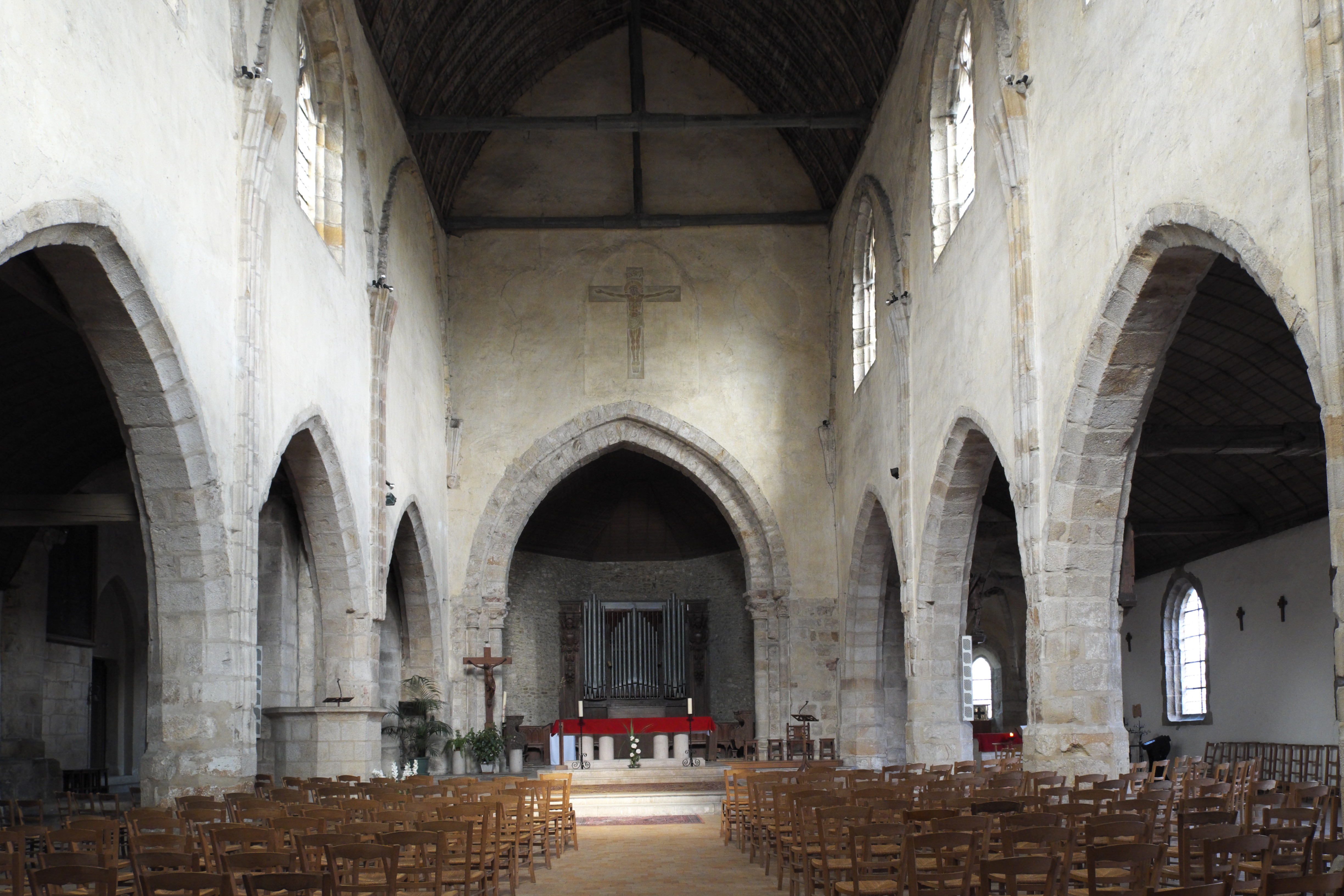
Mittelschiff

Das Langhaus ist dreischiffig, das Hauptschiff sowie die beiden Seitenschiffe münden jeweils in eine Apsis. Die südliche Apsis wird von einem Kreuzrippengewölbe gedeckt. Der Schlussstein ist mit einem Schwert und zwei Schlüsseln verziert.

Weite Spitzbogenarkaden, die von massiven Säulen getragen werden, öffnen das Hauptschiff zu den Seitenschiffen. Der spitze Chorbogen liegt auf schlanken, mit Blatt- und Knospenkapitellen skulptierten Säulen auf.

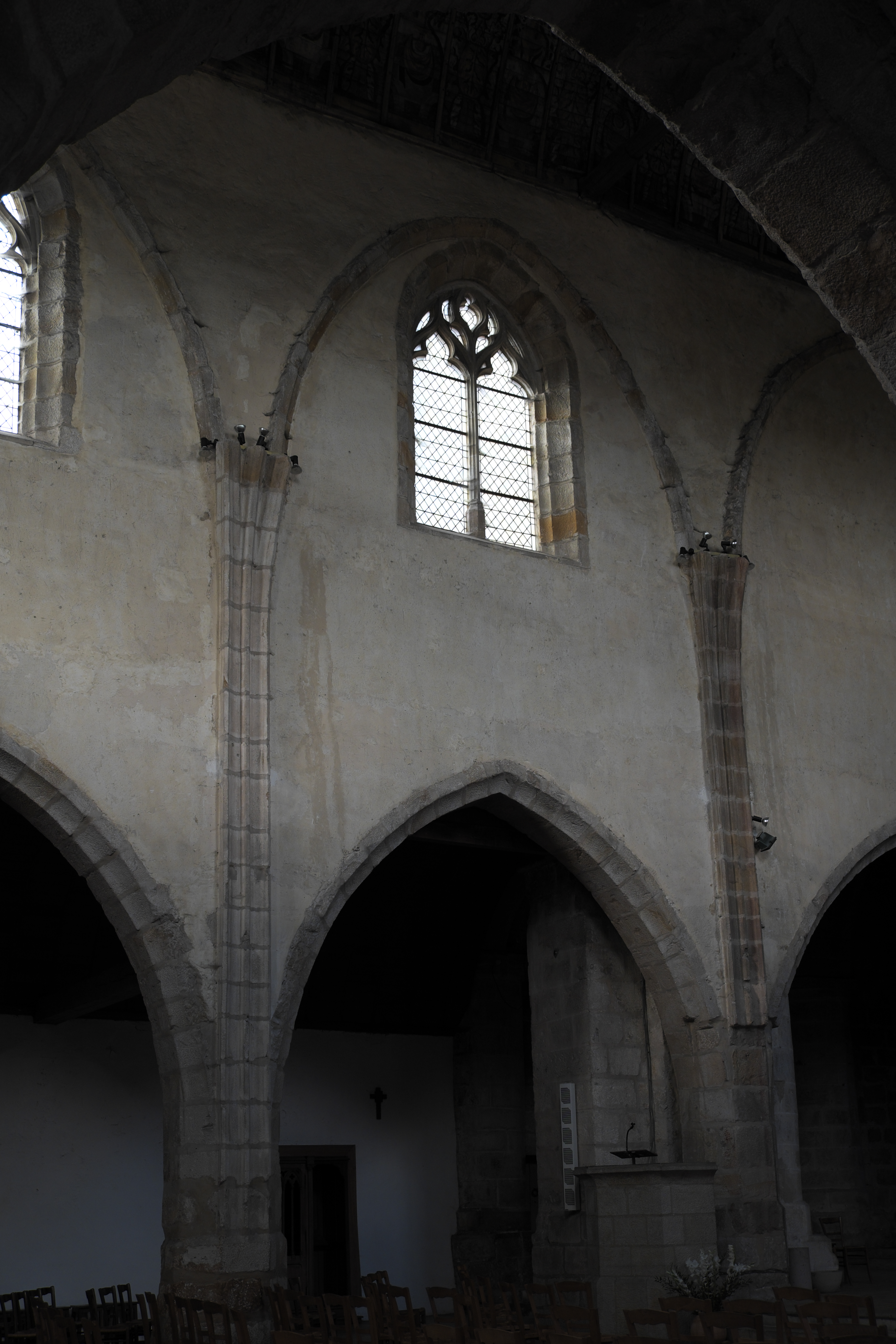
Nördliches Seitenschiff
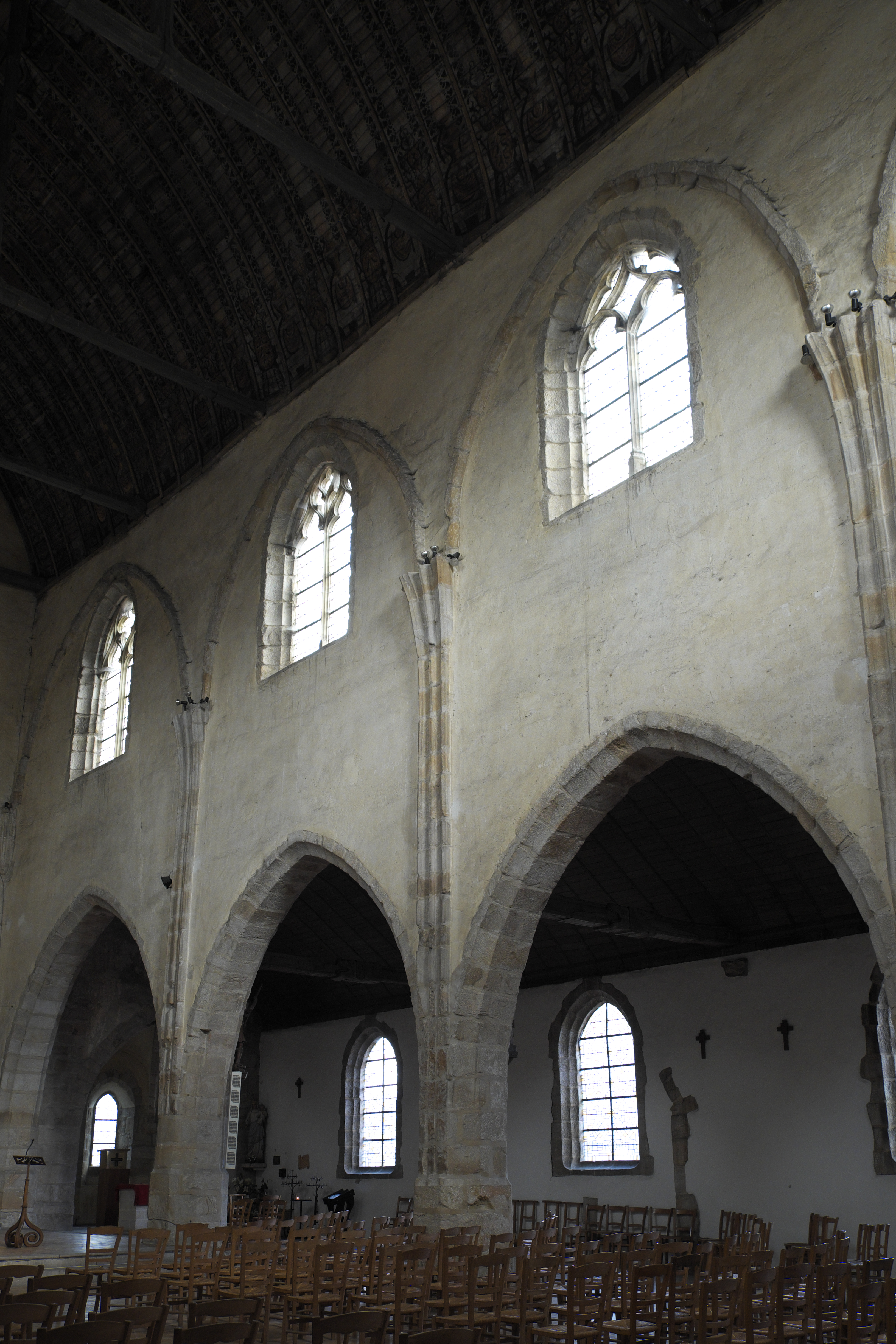
Südliches Seitenschiff
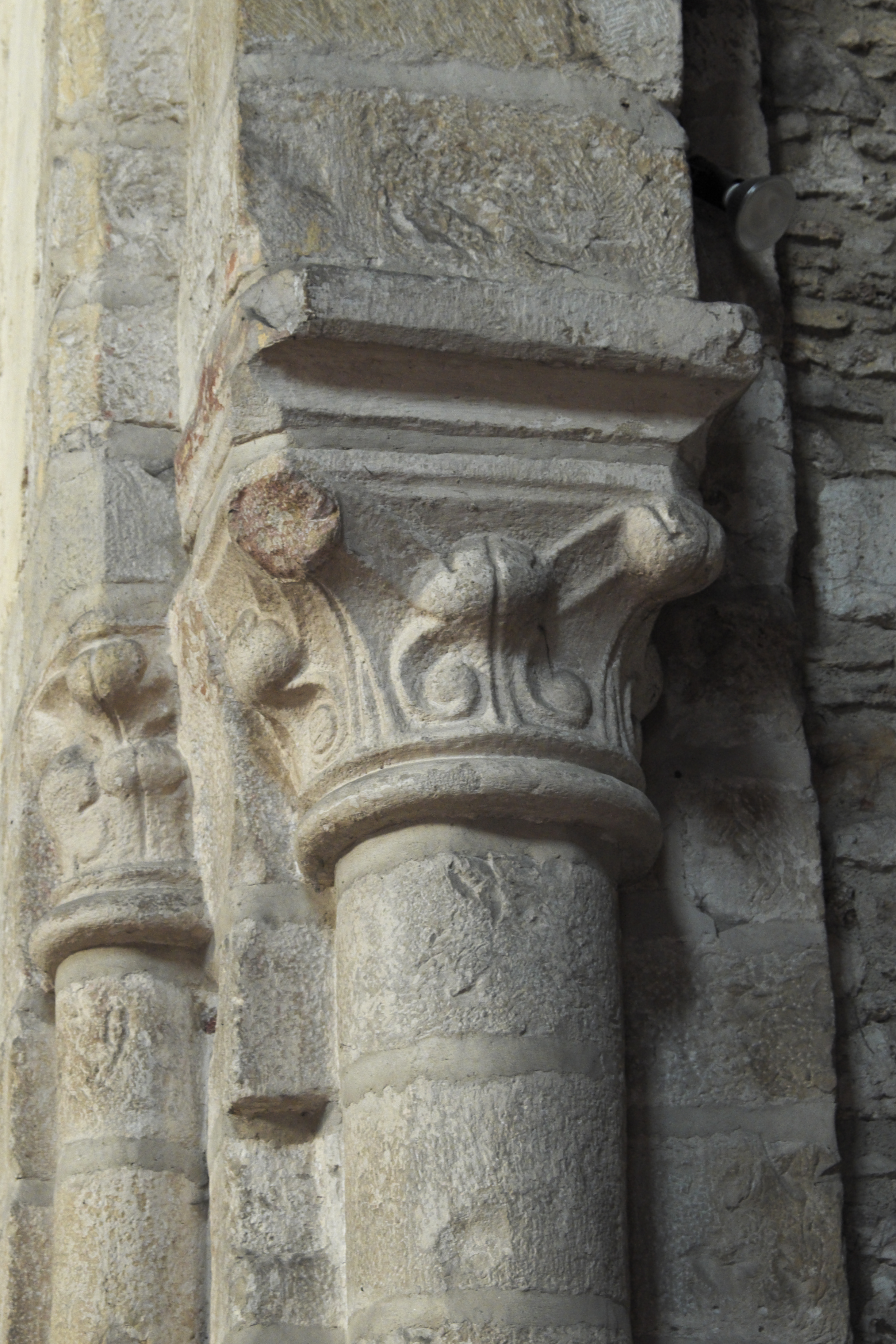
Säule mit Knospenkapitell